# 무안 법천사 목우암
무안 법천사 목우암(務安 法泉寺 牧牛庵)은 대한민국 전라남도 무안군 몽탄면에 있는 건축물이다. 1984년 2월 29일 전라남도의 문화재자료 제82호로 지정되었다.

## 개요
법천사는 원나라 승려인 원명이 세웠다는 기록과, 신라 성덕왕 24년(725)에 서역 금지국의 승려인 정명이 세우고 남송 임천사의 승려 원명이 고쳐 세웠다는 기록이 있지만 지은 시기를 정확하게 밝히기는 어렵다. 법천사의 부속 암자인 목우암은 원나라 승려인 원명이 지었다고 한다.
현재 목우암 내에는 법당, 요사채, 축성각이 있다. 법당 내부에는 목조아미타불삼존불이 있고 그 앞에 숙종 7년(1681)에 만든 석등이 있으며 목우암 입구에는 조선 후기에 만든 부도 5기가 있다.

## 참고 문헌
- 법천사 목우암 - 국가유산청 국가유산포털